# Naissance en 1229
Naissance
- 1225
- 1226
- 1227
- 1228
- 1229
- 1230
- 1231
- 1232
- 1233

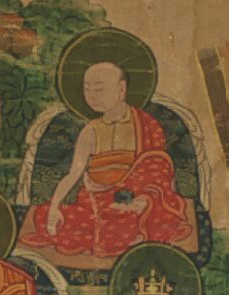
Orgyenpa Rinchen Pal, né en 1229.

Cette page dresse une liste de personnalités nées au cours de l'année 1229 :

## En Europe
- 13 avril : Louis II de Bavière, duc de Haute Bavière et électeur palatin.
- Hartmann V de Kibourg, comte de Kibourg.

## En Asie
- Eisō, roi des îles Ryūkyū.
- Kujō Tadaie, noble de cour japonais  (kugyō) de l'époque de Kamakura : régent kampaku et sessho.
- Orgyenpa Rinchen Pal, lama tibetain.